# Fabien Sollar
Œuvres principales
Phi-Phi
Fabien Soullard, dit Fabien Sollar, est un dramaturge et librettiste français né le 26 mai 1886 à Nantes et mort le 21 novembre 1982  à Sceaux.

## Biographie
Fabien Sollar fut notamment, aux côtés d'Albert Willemetz, l'un des deux librettistes de l'opérette Phi-Phi.
Il fut également, de 1911 à 1914, directeur du journal Le Rire, puis de 1924 à 1931, de la revue Les Échos d'art, enfin du magazine Fantasio. Il fut encore, de 1918 à 1940, président de la Fédération française des artistes.

## Œuvres
- Phi-Phi, opérette écrite avec Albert Willemetz, musique d'Henri Christiné, créée le 12 novembre 1918
- Sur la lande, drame en un acte, Paris, Théâtre du Grand-Guignol, 1925 (BNF 39459697)
- Nous n'avons que l'amour, drame en trois actes, écrit avec Jean des Marchenelles[2] (1913-1995), Billaudot éditeur, 1959